# Campionati del mondo di BMX 2022
I Campionati del mondo di BMX 2022, ventiseiesima edizione della competizione, si svolgeranno a Nantes, in Francia, dal 26 al 31 luglio 2022.

## Medagliere
| Posiz. | Nazione     | Oro | Argento | Bronzo | Totale |
| ------ | ----------- | --- | ------- | ------ | ------ |
| 1      | Francia     | 2   | 0       | 1      | 3      |
| 2      | Svizzera    | 1   | 2       | 0      | 3      |
| 3      | Paesi Bassi | 1   | 1       | 1      | 3      |
| 4      | Danimarca   | 1   | 0       | 0      | 1      |
| 4      | Stati Uniti | 1   | 0       | 0      | 1      |
| 6      | Colombia    | 0   | 1       | 0      | 1      |
| 6      | Regno Unito | 0   | 1       | 0      | 1      |
| 6      | Lettonia    | 0   | 1       | 0      | 1      |
| 9      | Belgio      | 0   | 0       | 1      | 1      |
| 9      | Canada      | 0   | 0       | 1      | 1      |
| 9      | Rep. Ceca   | 0   | 0       | 1      | 1      |
| 9      | Giappone    | 0   | 0       | 1      | 1      |
| Totale | Totale      | 6   | 6       | 6      | 18     |

## Risultati
| Eventi                   | Oro                             | Argento                               | Bronzo                     |
| Uomini                   |                                 |                                       |                            |
| Gara Elite (dettagli)    | Simon Marquart Svizzera         | Kye Whyte Regno Unito                 | Joris Daudet Francia       |
| Gara Under 23 (dettagli) | Leo Garoyan Francia             | Juan Camilo Ramirez Valencia Colombia | Asuma Nakai Giappone       |
| Gara Junior (dettagli)   | Julian Bijsterbosch Paesi Bassi | Jaymio Brink Paesi Bassi              | Wannes Magdelijns Belgio   |
| Donne                    |                                 |                                       |                            |
| Gara Elite (dettagli)    | Felicia Stancil Stati Uniti     | Zoé Claessens Svizzera                | Merel Smulders Paesi Bassi |
| Gara Under 23 (dettagli) | Malene Sørensen Danimarca       | Nadine Aeberhard Svizzera             | Molly Simpson Canada       |
| Gara Junior (dettagli)   | Léa Brindjonc Francia           | Veronika Stūriška Lettonia            | Sabina Košárková Rep. Ceca |